# 岡崎市消防本部
岡崎市消防本部（おかざきししょうぼうほんぶ）は、愛知県岡崎市朝日町にある消防部局（消防本部）。

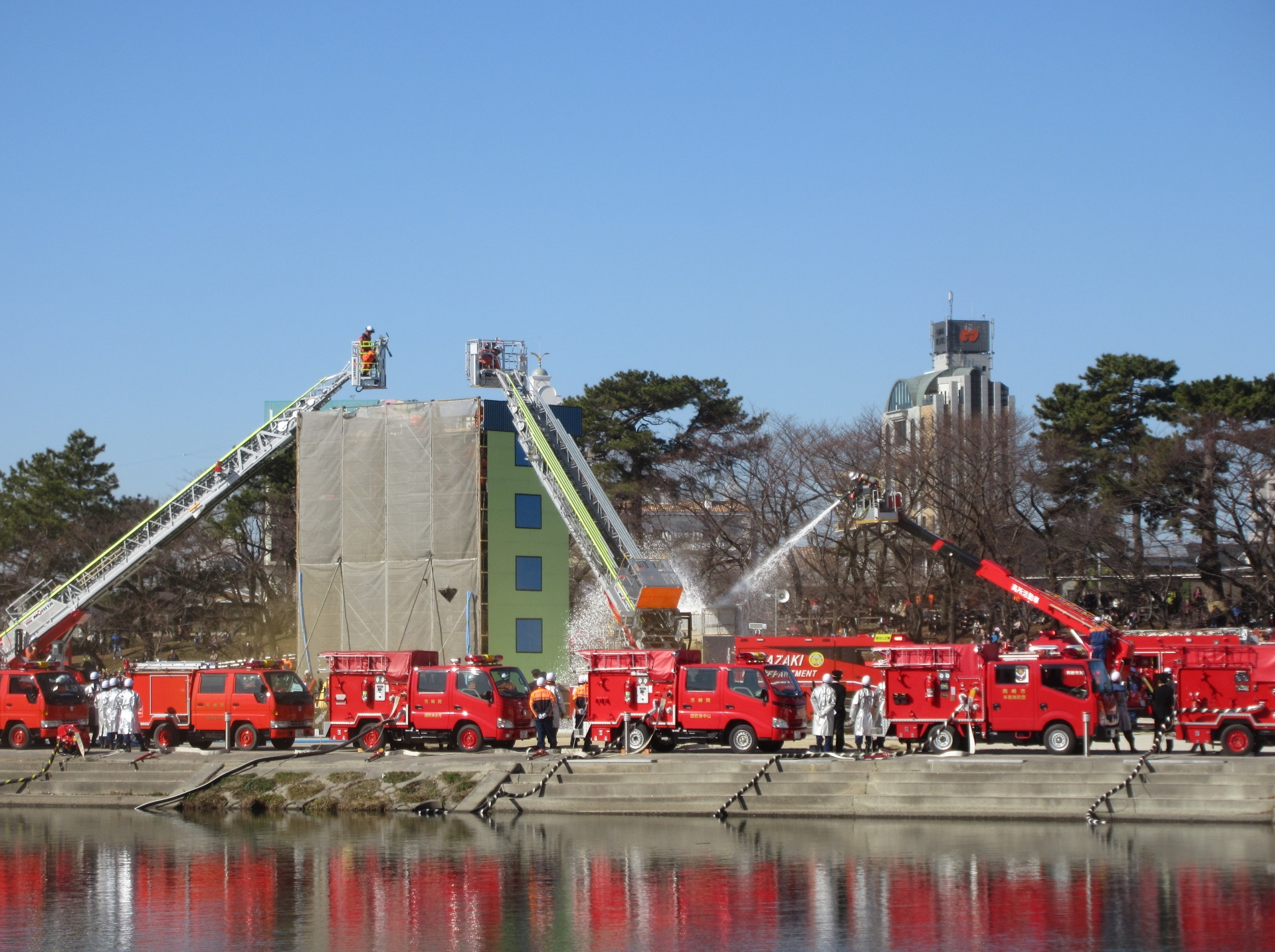
岡崎市消防出初式

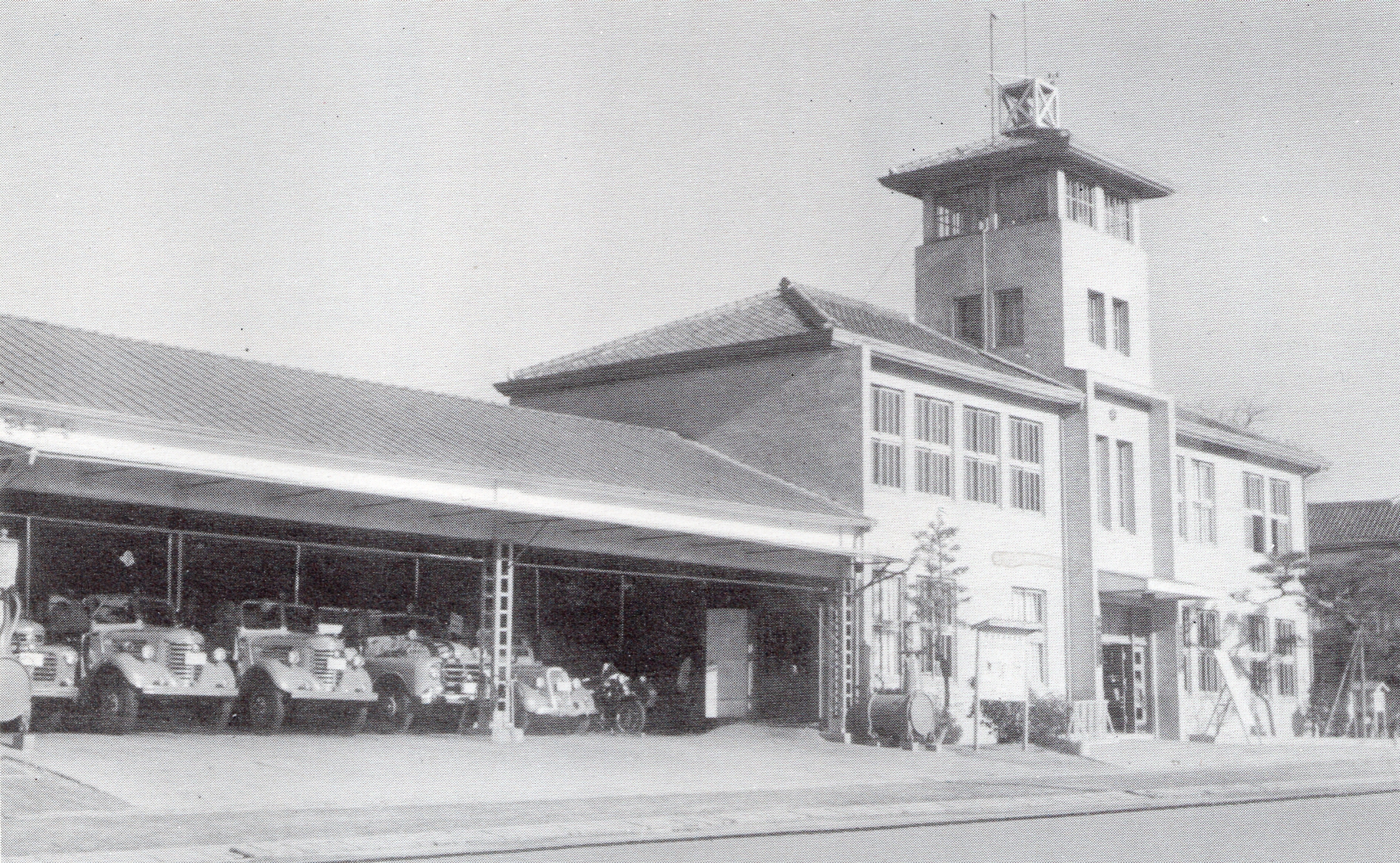
岡崎市消防本部の旧庁舎（1948年3月に設置）

## 沿革
- 1948年3月7日、岡崎市消防本部、岡崎市消防署を設置[2]。
- 1951年 - 消防庁舎を新築。救急業務を開始。
- 1965年 - 北部出張所を開設。
- 1966年 - 南部出張所を開設。
- 1971年 - 東部出張所を開設。岡崎市消防音楽隊が発足。
- 1973年 - 東部出張所が東分署に昇格。西出張所を開設。南部出張所を南出張所に、北部出張所を北出張所に改称。
- 1974年 - 西出張所が西分署に昇格。
- 1977年 - 救助工作車を配備。
- 1978年9月30日、消防本部新庁舎が竣工。工事の総事業費は7億400万円[3]。
- 1979年 - 北出張所が北分署に昇格。
- 1980年 - 南出張所が南分署に昇格。
- 1986年 - 青野出張所を開設。
- 1992年 - 高規格救急車を配備。
- 1997年 - 東分署が東消防署に昇格。岡崎市消防署を中消防署に改称。
- 1998年 - 額田郡額田町の消防事務の受託業務を開始。額田出張所を開設。（額田町は2006年に岡崎市へ編入合併）
- 1999年 - 花園出張所を開設。
- 2002年 - 西分署が西消防署に昇格。
- 2004年 - 福井豪雨災害に緊急消防援助隊を派遣する。
- 2005年 - 本宿出張所を開設。
- 2009年 - 形埜出張所を開設。高度救助隊「岡崎スーパーレスキュー」発隊。
- 2011年 - 東北地方太平洋沖地震に伴う東日本大震災に緊急消防援助隊を派遣する。
- 2013年3月18日、総務省消防庁より、全国で1台の緊急消防援助隊車両「全地形対応車両」（レッドサラマンダー）が貸与される[4]。
- 2017年6月21日、市東部の額田地区で土砂災害発生の危険が高まったことにより、「全地形対応車両」が初出動した[5][6]。
  - 同年7月に発生した九州地区での大雨災害に伴い、緊急消防援助隊が出動。「全地形対応車両」が緊急消防援助隊として大分県日田市へ出動し[7]、「全地形対応車両」が初めて災害救助活動に投入された[8]。
- 2018年4月1日 - 消防広域化の一環として幸田町消防本部から通信指令業務を受託。
  - 同年7月7日 - 総務省消防庁の要請により、「全地形対応車両」を含む緊急消防援助隊が岡山県倉敷市真備町へ出動[9]。

## 組織
- 本部 - 総務課、予防課、消防課、共同通信課（「岡崎幸田消防指令センター」）
- 消防署

## 主力機械

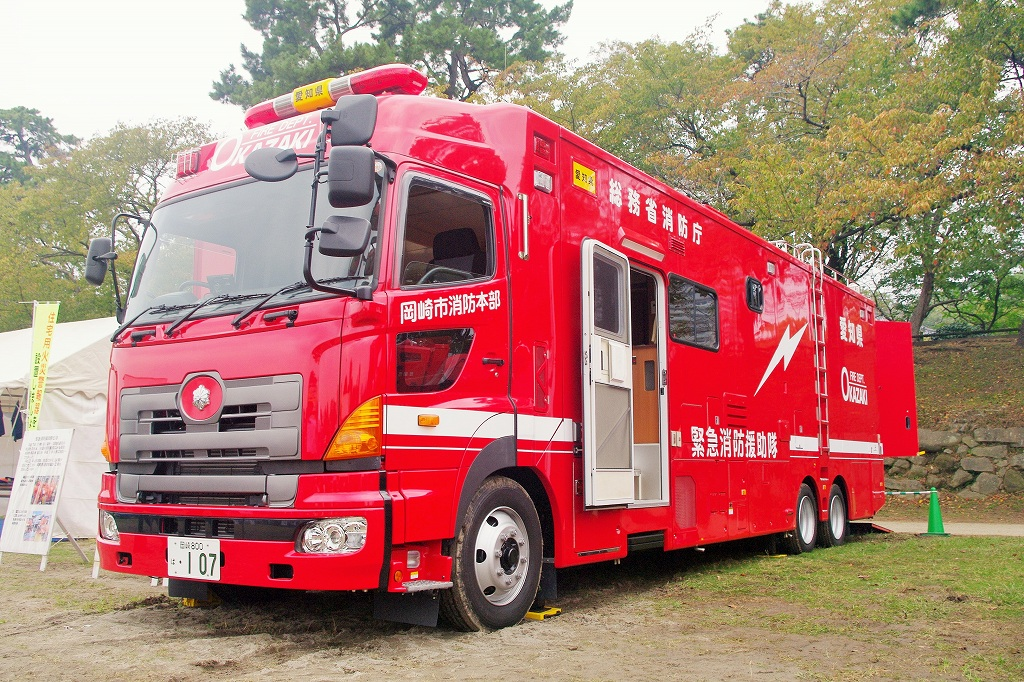
支援車I型日野・プロフィア

以前は車両のシャーシの多くが三菱ふそうトラック・バス製のものが使用されていたが（市内に三菱自動車工業の開発、製造拠点があるため）、今は三菱が消防車専用シャーシを製造していないため、新規車両は日野製が中心となっている。
2007年4月1日現在
- 普通消防ポンプ自動車：5
- 水槽付消防ポンプ自動車：10
- はしご付消防自動車：3
- 屈折はしご車：1
- 高所活動車：1
- 化学消防自動車：2
- 水槽車：4
- 高規格救急自動車：15
- 救助工作車：3
- 指揮指令車：2
- 広報車：11
- 連絡車：9
- 人員輸送車：1
- 起震車：1
- その他：2

### 総務省消防庁貸与車両
緊急消防援助隊の登録をしており、消防庁から支援車I型および全地形対応車両「レッドサラマンダー」および「レッドサラマンダー」用の輸送車両の貸与を受けている。

#### レッドサラマンダー
レッドサラマンダーはSTエンジニアリング（シンガポール）のExtremVをモリタが日本の国内法に合致するように小改修した車両である。日本では大型特殊自動車に分類される（ナンバープレートの種別番号は特種車の8ではなく特殊車の9）。
無限軌道を備えた連接型の車両であり、段差も60センチまでなら乗り越え、水深1.2メートルまで走行でき荒れ地や雪上、がれき、浸水地域などのあらゆる災害現場に人や物資を運搬することができる。東日本大震災の教訓から総務省消防庁では緊急消防援助隊用の「全地形対応車」として、1台購入し、岡崎市消防本部に配備した。理由として同市が日本列島のほぼ中央に位置し、東日本・西日本のどちらの方向も等距離な（北陸地方は更に近い）こと（本部が東名高速道路岡崎IC近くに立地している）、南海トラフ巨大地震などの津波の被災を受けにくいことを挙げているが、このほか近隣に航空自衛隊小牧基地があり、さらに小牧基地にはレッドサラマンダーを輸送可能な輸送機を所有する部隊がいるため、災害時に空輸および緊急展開が可能という点も挙げられる。
緊急消防援助隊用車両であるため訓練以外の出動実績が長らくなかったものの、2016年には運用規約を改めて愛知県内で土砂災害が発生する恐れがある場合、出動が可能となった。同年6月21日、市東部の額田地区で土砂災害発生の危険が高まったことにより初出動した。なお、このときは警戒出動のため、現場投入は行われなかった。
2017年7月の九州北部豪雨で、レッドサラマンダーが緊急消防援助隊として初出動・現場投入された。大分県日田市と福岡県朝倉市で活動し、孤立地域への消防隊員の輸送などに従事した。
2018年7月の平成30年7月豪雨（西日本豪雨）で2度目の出動となり、岡山県倉敷市真備町へ派遣された。
2022年に大阪市消防局に大型水陸両用車「レッドヒッポ」が総務省消防庁より貸与され、国内で2両体制となった。
2023年6月3日、配置先の岡崎市内の一部が令和5年台風第2号の集中豪雨により冠水。市内で救助活動を行った。

## 消防署
| 消防署   | 住所             | 分署               | 出張所                                                                                           |
| -------- | ---------------- | ------------------ | ------------------------------------------------------------------------------------------------ |
| 中消防署 | 朝日町3-4        | 北：井ノ口町字楼65 | 花園：仁木町字川越254                                                                            |
| 東消防署 | 岡町字下河原25-4 | 南：中田町2-2      | 青野：下青野町字宮東49 額田：樫山町字山ノ神21-12 本宿：本宿町字西片山30-1 形埜：鍛埜町字中切22-6 |
| 西消防署 | 暮戸町字元社口42 | なし               | なし                                                                                             |

## ギャラリー
- 中消防署（朝日町）
- 中消防署北分署（井ノ口町）
- 東消防署（岡町）
- 東消防署南分署（中田町）
- 東消防署青野出張所（下青野町）
- 東消防署本宿出張所（本宿町）
- 東消防署形埜出張所（鍛埜町）
- 西消防署（暮戸町）